# Ait Seghroucheni
L'Ait Seghroucheni és una parla amaziga de les llengües zenetes considerada part del continu amazic de l'Atles Mitjà Oriental. És parlada per la tribu Aït Seghrouchen que viu al centre-est del Marroc.

## Classificació
L'Ait Seghroucheni és classificat habitualment com a tamazight del Marroc Central.S'ha informat que és mútuament intel·ligible amb el dialecte amazic veí dels Ait Ayache. Tanmateix, genèticament pertany a les llengües zenetes, subgrup de l'amazic septentrional, més que no pas del subbrup de l'Atlas a la qual pertany el tamazight del Marroc central, i per això és exclòs per algunes fonts del tamazight del Marroc central.
L'Ait Seghroucheni forma part del continu amazic de l'Atles Mitjà Oriental de dialectes zenetes, que és parlat a l'Atles Mitjà oriental.

## Fonologia

### Consonants
L'Ayt Seghroucheni és notable per tenir la fricativa lateral alveolar sorda [ɬ] com un al·lòfon de la seqüència /lt/. /k, g/ es pronuncien com a oclusives, a diferència de l'estretament relacionat dialecte Ayt Ayache en el qual són fricatives.
En la taula de dessota, quan les consonants apareixen en parells, la primera a l'esquerra és sorda.
|                  |                  | Labial | Dental/ Alveolar | Palatal | Velar | Uvular | Faringal¹ | Glotal3 |
| ---------------- | ---------------- | ------ | ---------------- | ------- | ----- | ------ | --------- | ------- |
| Nasal            | Nasal            | m      | nˤ               |         |       |        |           |         |
| Oclusiva         | sorda            |        | tˤ4              |         | k     |        |           |         |
| Oclusiva         | sonora           | b3     | dˤ               |         | ɡ     |        |           |         |
| Fricativa        | sonora           | b3     | zˤ               | ʒ       |       | ʁ      | ʕ         |         |
| Fricativa        | sorda            | f      | sˤ               | ʃ       |       | χ      | ħ         | h       |
| Fricativa        | Lateral          |        | (ɬ)²             |         |       |        |           |         |
| Aproximant       | Aproximant       |        | lˤ               | j       | w     |        |           |         |
| Bategant/Vibrant | Bategant/Vibrant |        | rˤ               |         |       |        |           |         |

Notes fonètiques:
1. Principalment en préstecs de l'àrab
2. realització de la seqüència /lt/ per alguns parlants, p. ex. ultma 'germana', altu 'encara no'
3. Per a un petit nombre de parlants, /b/ a vegades és lenitida a [β][8]
4. /t/ és aspirada [tʰ][8]

### Vocals
L'Ait Seghroucheni té el sistema vocàlic típic de tres vocals, similar a l'àrab clàssic
|         | Frontal | Central | Posterior |
| ------- | ------- | ------- | --------- |
| Tancada | i       |         | u         |
| Oberta  |         | a       |           |

Aquests fonemes-tenen nombrosos al·lòfons condicionats per les següents entorns:
(# denota límit de paraula, X denota C[−flat −/χ/ −/ʁ/], C̣ denota C[+flat], G denota C, /χ/, i /ʁ/)
| Fonema | Realització | Entorn          | Exemple    | Significat        |
| ------ | ----------- | --------------- | ---------- | ----------------- |
| /i/    | [i]         | #_X             | /ili/      | 'existir'         |
| /i/    | [ɨ]         | #_Xː / Xː_      | /idːa/     | 'ell va anar'     |
| /i/    | [ɪ] [e]     | _G / G_         | /dˤːiqs/   | 'esclatar'        |
| /i/    | [ɪj]        | X_#             | /isːfrˤħi/ | 'ell em fa feliç' |
| /u/    | [u]         | #_X / X(ː)_X    | /umsʁ/     | 'Jo pintava'      |
| /u/    | [ʊ] [o]     | _G / G_         | /idˤurˤ/   | 'ell tornava'     |
| /u/    | [ʊw]        | X(ː)_#          | /bdu/      | 'començar'        |
| /u/    | [ʉ]         | kː_ / ɡː_       | /lːajɡːur/ | 'ell va'          |
| /a/    | [æ]         | #_X(ː) / X(ː)_X | /azn/      | 'enviar'          |
| /a/    | [ɐ]         | X(ː)_#          | /da/       | 'aquí'            |
| /a/    | [ɑ]         | _C̣ / C̣_         | /ħadˤr/    | 'estar present'   |

Schwa fonètic
Hi ha una vocal no fonèmica predictible inserida en els grups de consonants, realitzada com [ɪ̈] abans de consonant anterior (e.g. /b t d .../) i [ə] abans de consonant posterior (e.g. /k χ .../). Aquí hi ha algunes normes que regeixen l'ocurrència [ə]:
(# denota frontera de paraula, L denota /l r m n/, H denota /h ħ ʕ w j/)
| Entorn | Realització                         | Exemple | Pronunciació      | Significat     |
| ------ | ----------------------------------- | ------- | ----------------- | -------------- |
| #C(ː)# | əC(ː)                               | /ɡ/     | [əɡ]              | 'ser, fer'     |
| #LC#   | əLC or LəC                          | /ns/    | [əns] ~ [nəs]     | 'pasar la nit' |
| #CC#   | CəC                                 | /tˤsˤ/  | [tˤəsˤ]           | 'riure'        |
| #CːC#  | əCːəC                               | /fːr/   | [əfːər]           | 'amagar'       |
| #CCC#  | CCəC / C1C2 are not {L H}           | /χdm/   | [χdəm]            | 'treballar'    |
| #CCC#  | CCəC / C1C2 are not {L H}           | /zʕf/   | [zʕəf]            | 'embogir'      |
| #CCC#  | əCCəC or #CəCəC# / {C1 C3} is {L H} | /hdm/   | [əhdəm] ~ [hədəm] | 'demolir'      |
| #CCC#  | CəCəC / C2C3 = {L H}                | /dˤmn/  | [dˤəmən]          | 'garantir'     |

### Accent
L'accent és no contrastiu i predictible,e cau en l'última vocal de la paraula (inclosa schwa).